# Germanium
Germanium (von lateinisch Germania ‚Deutschland‘, nach dem Land, in dem es zuerst gefunden wurde) ist ein chemisches Element mit dem Elementsymbol Ge und der Ordnungszahl 32. Im Periodensystem steht es in der 4. Periode und in der 4. Hauptgruppe (14. IUPAC-Gruppe, p-Block und Kohlenstoffgruppe). Es wurde erstmals 1886 im Mineral Argyrodit nachgewiesen.
Germanium ist ein glänzend graues, hartes, sprödes Halbmetall (manchmal wird es noch zu den Metallen gezählt). Es ist auf der Erde weit verbreitet, kommt aber meistens nur in geringen Konzentrationen vor. Der größte Produzent von Germanium ist China. Germanium wird hauptsächlich als Halbleiter in der Elektronik verwendet, doch es gibt auch einige Anwendungen in der Medizin. Es ist keine biologische Funktion von Germanium bekannt.

## Geschichte

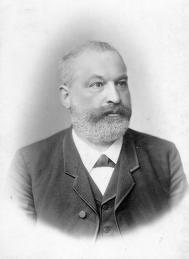
Clemens Winkler, erster Hersteller reinen Germaniums

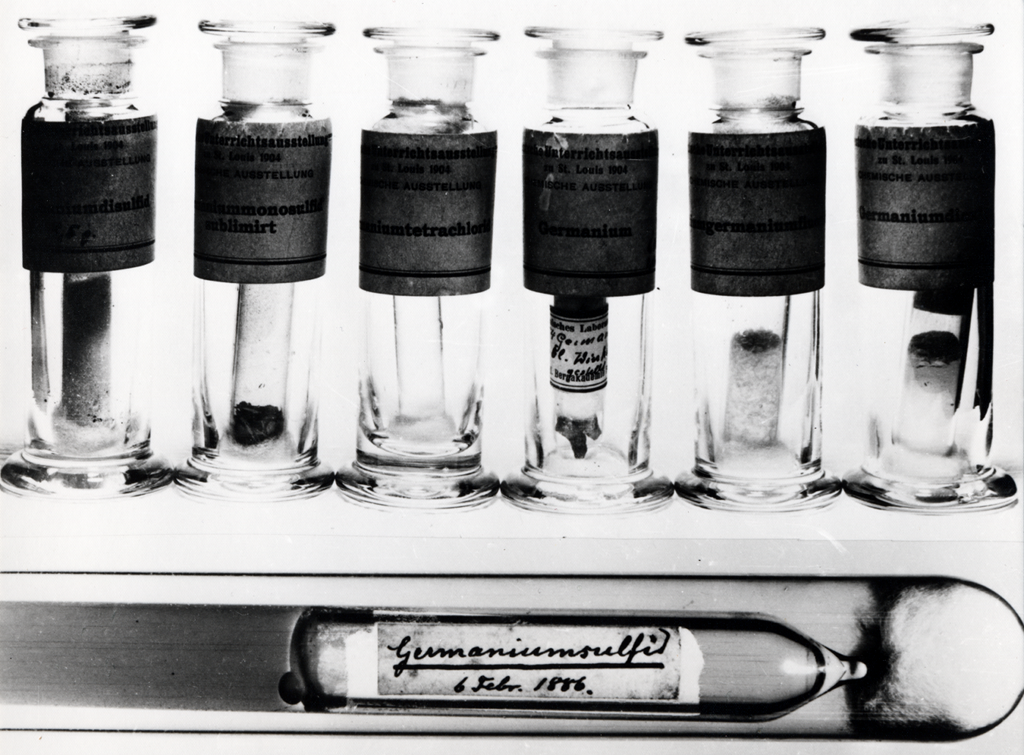
Von Clemens Winkler hergestellte Präparate des Elements Germanium.
Oben: Die zur Weltausstellung 1904 in St. Louis gezeigten Präparate
Unten: Germaniumsulfid vom 6. Februar 1886

Als 1871 Dmitri Mendelejew das Periodensystem entwarf, stieß er auf eine Lücke unterhalb des Siliciums und postulierte ein bis dahin unbekanntes Element, das er als Eka-Silicium bezeichnete. Mendelejew machte Vorhersagen über die Eigenschaften des Eka-Siliciums und dessen Verbindungen, die von der Wissenschaft jedoch abgelehnt wurden.
1885 fand Clemens Winkler (1838–1904), ein Chemiker an der Bergakademie Freiberg, als er mit dem neu entdeckten Mineral Argyrodit arbeitete, dass dessen quantitative Analyse stets einen Fehlbetrag von rund sieben Prozent lieferte. So oft die Analyse wiederholt wurde, blieb der Fehlbetrag etwa konstant und Winkler vermutete schließlich, dass das Mineral ein bis dahin unbekanntes Element enthielt. Nach vier Monaten Arbeit gelang ihm schließlich am 6. Februar 1886 die Isolierung eines weißen Sulfid-Niederschlages, der sich im Wasserstoffstrom zu einem metallischen Pulver reduzieren ließ. In Anlehnung an den zuvor entdeckten Planeten Neptun wollte Winkler das neue Element zunächst Neptunium nennen. Da dieser Name jedoch bereits für ein anderes vermutetes Element verwendet worden war, nannte er es nach dem Entdeckungsort Germanium. Winkler vermutete zunächst, dass es sich beim Germanium um das von Mendelejew postulierte Eka-Stibium handelte, während Mendelejew es zunächst eher als Eka-Cadmium und nicht als Eka-Silicium einstufen wollte. Nachdem weitere Eigenschaften ermittelt worden waren, bestätigte sich, dass es sich wohl um das vorhergesagte Element Eka-Silicium handelte. Mendelejew hatte dessen Eigenschaften aus seinem Periodensystem abgeleitet, so dass dieser Fund zur Anerkennung des Periodensystems beitrug:
| Eigenschaft                            | Eka-Silicium (vorhergesagt) | Germanium (bestimmt) |
| -------------------------------------- | --------------------------- | -------------------- |
| Atomgewicht                            | 72                          | 72,32                |
| Spezifisches Gewicht                   | 5,5                         | 5,47                 |
| Atomvolumen                            | 13                          | 13,22                |
| Wertigkeit                             | IV                          | IV                   |
| Spezifische Wärme                      | 0,073                       | 0,076                |
| Spezifisches Gewicht des Dioxids       | 4,7                         | 4,703                |
| Molekularvolumen des Dioxids           | 22                          | 22,16                |
| Siedepunkt des Tetrachlorids           | unter 100 °C                | 86 °C                |
| Spezifisches Gewicht des Tetrachlorids | 1,9                         | 1,87                 |
| Molekularvolumen des Tetrachlorids     | 113                         | 113,35               |

## Vorkommen

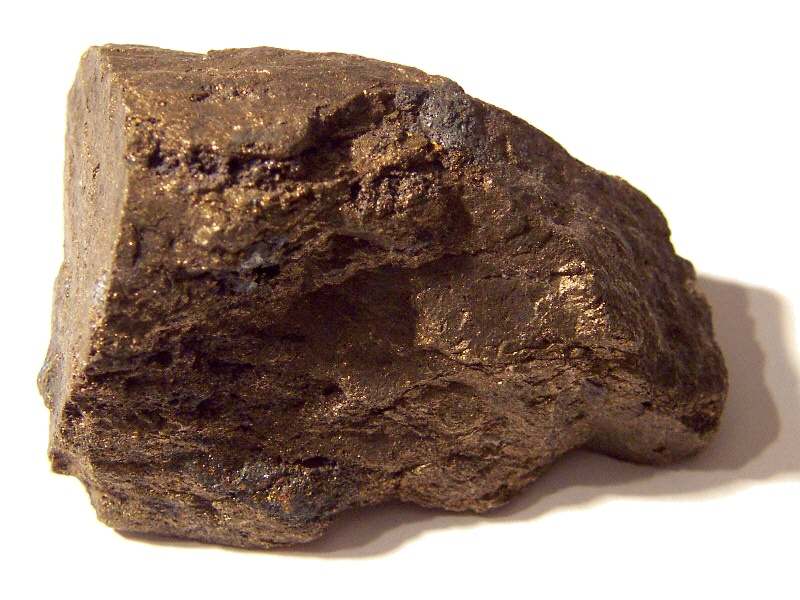
Renierit

Germanium ist weit verbreitet, kommt aber nur in sehr geringen Konzentrationen vor. Der Clarke-Wert, also der Durchschnittsgehalt in der Erdkruste beträgt etwa 1,5 g/t. In der Natur kommt es meist in Form von Sulfiden bzw. Thiogermanaten vor und wird oft als Begleiter in Kupfer- und Zinkerzen gefunden, unter anderem im Mansfelder Kupferschiefer. Die wichtigsten Minerale sind Argyrodit (Ag8GeS6), Canfieldit, Germanit (Cu6FeGe2S8) und Renierit. Manche Kohlensorten, insbesondere die Wealdenkohlen, enthalten nennenswerte Mengen Germanium, die bei der Verbrennung der Kohle in die Flugasche übergehen. Die Flugaschen können bis zu 1 % Germanium enthalten. Einige Pflanzen reichern Germanium an.

## Gewinnung und Herstellung
Laut United States Geological Survey lag die Jahresproduktion 2014 bei geschätzten 165 t, davon 120 t in China, 2020 betrug  die Raffinerieproduktion von Germanium weltweit ca. 140 t, wobei die USA ihre Produktionsmengen als Geschäftsgeheimnis nicht veröffentlichen. Der Preis für 1 kg Germanium betrug 2021 ca. 1.315 USD. Laut EU lag der Preis 2003 bei 300 USD je kg und stieg bis 2009 auf 1.000 USD.
Zur Darstellung von Germanium sind insbesondere die Germaniumoxid (GeO2) enthaltenden Rauchgase der Zinkerzaufbereitung geeignet. Angereichert wird das Germanium aus dem Rauchgas durch das Lösen des Flugstaubs in Schwefelsäure. Nach Fällung des gelösten GeO2 und ZnO erfolgt die weitere Aufarbeitung durch Destillation der Metallchloride. Die Hydrolyse führt dann wieder zum Oxid, welches mit Wasserstoff zum Germanium reduziert wird. Die Darstellung von hochreinem Germanium kann z. B. durch das Zonenschmelzverfahren erfolgen.
Die weltweiten Produktionsmengen verteilen sich wie folgt:
| Land                | 2019                             | 2020   |
| ------------------- | -------------------------------- | ------ |
|                     | (Raffinerieproduktion in Tonnen) |        |
| Volksrepublik China | 86                               | 95     |
| Russland            | 5                                | 5      |
| Vereinigte Staaten  | unbek.                           | unbek. |
| Andere Länder       | 40                               | 40     |
| Gesamt (gerundet)   | 131                              | 140    |

## Eigenschaften

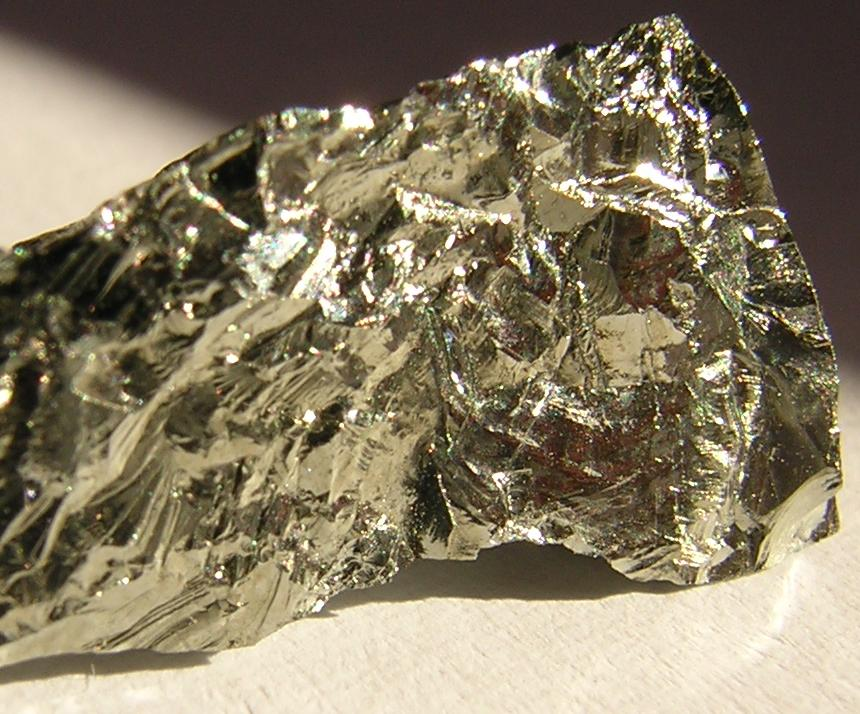
Elementares Germanium

Germanium steht im Periodensystem in der Serie der Halbmetalle, wird aber nach neuerer Definition als Halbleiter klassifiziert. Elementares Germanium ist sehr spröde und an der Luft bei Raumtemperatur sehr beständig. Erst bei starkem Glühen in einer Sauerstoff-Atmosphäre wird es zu Germanium(IV)-oxid (GeO2) oxidiert. GeO2 ist dimorph und wird bei 1033 °C von der Rutil-Modifikation (CN = 6) in die β-Quarz-Struktur (CN = 4) überführt. In Pulverform kann es leicht entzündet werden und brennt nach Entfernen der Zündquelle weiter. In kompakter Form ist es nicht brennbar.
Germanium kann zwei- oder vierwertig sein. Germanium(IV)-Verbindungen sind am beständigsten. Von Salzsäure, Kalilauge und verdünnter Schwefelsäure wird Germanium nicht angegriffen. In alkalischen Wasserstoffperoxid-Lösungen, konzentrierter heißer Schwefelsäure und konzentrierter Salpetersäure wird es dagegen unter Bildung von Germaniumdioxidhydrat aufgelöst. Gemäß seiner Stellung im Periodensystem steht es in seinen chemischen Eigenschaften zwischen Silicium und Zinn.
Germanium zeigt als einer von wenigen Stoffen eine Dichteanomalie. Seine Dichte in festem Zustand ist niedriger als in flüssigem. Germanium ist ein indirekter Halbleiter. Seine Bandlücke beträgt bei Zimmertemperatur ca. 0,67 eV.
Wafer aus Germanium sind erheblich zerbrechlicher als Wafer aus Silicium.

## Verwendung

### Elektronik
Als Halbleiter war Germanium in Einkristall-Form das führende Material in der Elektronik bis in die 1970er Jahre, vor allem zur Herstellung der ersten am Markt erhältlichen Dioden und Bipolartransistoren, bis es von Silicium in diesen Bereichen verdrängt wurde. Anwendungen finden sich heute in der Hochfrequenztechnik (z. B. als Siliciumgermanium-Verbindungshalbleiter) und Detektortechnologie (z. B. als Röntgendetektor). Für Solarzellen aus Galliumarsenid (GaAs) werden zum Teil Wafer aus Germanium als Trägermaterial verwendet. Die Gitterkonstante von Germanium ist der von Galliumarsenid sehr ähnlich, so dass GaAs epitaktisch auf Germanium-Einkristallen aufwachsen kann.

### Gläser und Fasern
Germanium wird für Infrarotoptiken in Form von Fenstern und Linsen aus monokristallinem Germanium eingesetzt. Einsatzgebiete für Germaniumlinsen sind Nachtsichtgeräte und Wärmebildkameras. Die früher übliche Verwendung als Fokussierlinse für die Laser-Materialbearbeitung mittels Kohlendioxid-Lasern sowie deren Austrittsfenster ist jedoch durch Zinkselenid abgelöst worden. Mit seinem hohen Brechungsindex von etwa 4 wird einkristallines Germanium auch in der FTIR/ATR-Spektroskopie (ATR-Infrarotspektroskopie) eingesetzt. Optische Gläser mit Infrarotdurchlässigkeit (Chalkogenidglas für Lichtwellenleiter) sind eine weitere Anwendung für Germanium als Bestandteil.
Eine weitere Verwendung ist die Herstellung von Lichtwellenleitern: mit Hilfe von Germaniumtetrachlorid wird bei der chemischen Gasphasenabscheidung eine Anreicherung von Germaniumdioxid im inneren Faserkern erzeugt, wodurch im Vergleich zum Fasermantel ein höherer Brechungsindex im Kern gewährleistet wird.
Bei der Polyester-Herstellung kommt Germaniumdioxid als Katalysator bei der Fertigung von Polyesterfasern und -granulaten zum Einsatz, speziell für PET-Flaschen.

### Nuklearmedizin und Kerntechnik
68Ge wird beim Gallium-68-Generator als Mutternuklid zur Herstellung von Gallium-68 verwendet. Ebenso findet 68Ge als Quelle zur Detektorkalibration bei der Positronen-Emissions-Tomographie Anwendung.
Als hochreiner Einkristall wird Germanium als Strahlendetektor eingesetzt.

### Germanium in Nahrungsergänzungsmitteln
Die Substanz Bis(carboxyethyl)germaniumsesquioxid (Ge-132) ist als Nahrungsergänzungsmittel zur Anwendung bei einer Reihe von Erkrankungen einschließlich Krebs, chronischem Müdigkeitssyndrom, Immunschwäche, AIDS, Bluthochdruck, Arthritis und Lebensmittelallergien angepriesen worden. Positive Wirkungen auf den Krankheitsverlauf wurden bisher wissenschaftlich nicht nachgewiesen.
Gemäß der europäischen Richtlinie 2002/46/EG zur Angleichung der Rechtsvorschriften der Mitgliedstaaten über Nahrungsergänzungsmittel soll Germanium nicht in Nahrungsergänzungsmitteln verwendet werden. In vielen Ländern der EU, die ihre nationalen Rechtsvorschriften bereits angeglichen haben, so auch Deutschland und Österreich, ist daher der Zusatz von Germanium als Mineralstoffquelle in Nahrungsergänzungsmitteln nicht erlaubt.
Die zuständigen Behörden warnen ausdrücklich vor dem Verzehr von Ge-132, da schwere Gesundheitsschäden und Todesfälle nicht auszuschließen sind.

### Arzneiliche Verwendung von Germanium
Eine therapeutische Wirksamkeit der antineoplastischen Substanz Spirogermanium bei Krebserkrankungen wurde nicht nachgewiesen. Zugelassene Fertigarzneimittel mit dem Wirkstoff Spirogermanium gibt es nicht. In Deutschland gelten germaniumhaltige Arzneimittelanfertigungen (Rezepturen), abgesehen von homöopathischen Verdünnungen ab D4, als bedenklich. Ihre Herstellung und ihre Abgabe sind daher verboten. Germanium metallicum gibt es in Form homöopathischer Mittel. Als Bestandteil homöopathischer Zubereitungen wird di-Kalium-Germanium-citrat-lactat beschrieben.

## Physiologie
Germanium und seine Verbindungen weisen eine relative geringe akute Toxizität auf. Spuren von Germanium sind in den folgenden Nahrungsmitteln enthalten: Bohnen, Tomatensaft, Austern, Thunfisch und Knoblauch. Es ist nach dem Stand der Wissenschaft kein essentielles Spurenelement. Es ist keine biologische Funktion für Germanium bekannt. Es sind keine Germanium-Mangelerkrankungen bekannt.

### Toxizität
Gesundheitsschäden durch Germanium traten bei Menschen mehrfach nach längerer Einnahme von Germaniumverbindungen als Nahrungsergänzungsmittel auf. Dabei kommt es zu Funktionsstörungen der Niere bis hin zum (irreversiblen) Nierenversagen, das für den Patienten letal sein kann. Periphere Neuropathie und andere neurologische Schäden als Folgeerkrankung sind ebenfalls berichtet.
Aus Tierversuchen ist bekannt, dass Germanium eine geringe akute orale Toxizität hat. Bei Ratten liegt der LD50-Wert (die Dosis, bei der die Hälfte der Versuchstiere sterben) bei 3700 mg pro Kilogramm Körpergewicht.
Nach derzeit vorliegenden Daten aus Tierversuchen ist Germanium nicht fruchtschädigend oder kanzerogen.
Der Mechanismus der Toxizität von Germanium ist noch nicht vollständig geklärt. Spezifische pathologische Effekte an den Mitochondrien von verschiedenen Zellen wurden jedoch beobachtet.

### Wechselwirkungen
Es wird ebenfalls diskutiert, ob Germanium evtl. Wechselwirkungen mit Silicium im Knochen-Metabolismus zeigt. Es kann die Wirkung von Diuretika blockieren und die Aktivität einer Reihe von Enzymen herabsetzen bzw. blockieren, wie beispielsweise Dehydrogenasen. Im Tierversuch zeigen Mäuse eine erhöhte Hexabarbital-induzierte Schlafdauer, wenn sie zusätzlich mit Germaniumverbindungen behandelt wurden. Dies lässt darauf schließen, dass die Cytochrom-P450-Aktivität ebenfalls eingeschränkt wird. Es gibt tierexperimentelle Berichte über organische Germaniumverbindungen, welche das Entgiftungsenzym Glutathion-S-Transferase blockieren. Konkret wirkten dabei dreifache Kohlenstoff-Germanium-, Kohlenstoff-Zinn- oder Kohlenstoff-Blei-Bindungen vergleichsweise ähnlich als Inhibitoren der Glutathion-S-Aryltransferase-Aktivität in der Rattenleber.

### Bioverfügbarkeit und Metabolismus
Germanium wird bei oraler Aufnahme sehr leicht vom Körper aufgenommen. Es verteilt sich dabei über das gesamte Körpergewebe, vornehmlich in den Nieren und der Schilddrüse. Organogermane akkumulieren dabei im Gegensatz zu anorganischen Germaniumverbindungen nicht im menschlichen Körper. Allerdings gibt es nur wenige Studien über den Germanium-Metabolismus.
Es wird im Wesentlichen über den Urin ausgeschieden. Ausscheidung über Galle und Fäzes findet ebenso statt.

## Verbindungen
Germanium bildet Ge(II)- u. beständigere Ge(IV)-Verbindungen, nur wenige besitzen technische Bedeutung.
Von den Germaniumhalogeniden sind ebenfalls Ge(II)- u. Ge(IV)-Vertreter bekannt. Germaniumtetrachlorid, (GeCl4), eine Flüssigkeit mit einem Siedepunkt von 83 °C, bildet sich bei Einwirkung von Chlorwasserstoff auf Germaniumoxide und ist ein wichtiges Zwischenprodukt bei der Germanium-Gewinnung. Hochreines GeCl4 wird bei der Herstellung von Lichtwellenleitern aus Quarzglas eingesetzt, um auf der Innenseite der Quarzfasern eine hochreine Germanium(IV)-oxid Schicht zu erzeugen. Zur Erzeugung von hochreinen Germaniumschichten kann auch die Disproportionierung von Germanium(II)-iodid unter Bildung von Germanium und Germanium(IV)-iodid eingesetzt werden:
{\displaystyle \mathrm {2\ GeI_{2}\longrightarrow GeI_{4}+Ge} }
Germanate sind Verbindungen des Germaniums, die sich von dessen Oxid ableiten. In fast allen Germanium-haltigen Mineralien liegt das Germanium als Germanat vor.
Germane werden die Wasserstoffverbindungen des Germaniums genannt, die eine homologe Reihe verschieden langer Kettenmoleküle bilden. Monogerman (Germaniumhydrid, GeH4) ist ein Gas und wird in der Halbleiterindustrie zur Epitaxie und zum Dotieren verwendet.